# فرنبریج (کالیفرنیا)
فرنبریج (به انگلیسی: Fernbridge) یک منطقهٔ مسکونی در ایالات متحده آمریکا است که در شهرستان هامبولت، کالیفرنیا واقع شده‌است. فرنبریج ۱۲ متر بالاتر از سطح دریا واقع شده‌است.